# Phyllonorycter anchistea
Phyllonorycter anchistea là một loài bướm đêm thuộc họ Gracillariidae. Nó được tìm thấy ở Nam Phi.
Ấu trùng ăn Grewia occidentalis. Chúng cuộn lá làm tổ.